# 거미여인의 키스
거미 여인의 키스(스페인어/아르헨티나: El beso de la mujer araña)는 1976년에 쓰여진 마누엘 푸익(Manuel Puig)의 소설인 동시에 퀴어 문학에 속한다. 교도소라는 배경에서 게이와 정치범의 만남을 주제로 한 이 소설은 영화와 뮤지컬 등으로 제작되며 큰 성공을 거두었다.

## 등장인물
- 몰리나: 아동보호법 위반으로 수감된 동성애자이다.
- 발렌틴: 몰리나와 함께 수감된 정치범이다.

## 줄거리
게이인 몰리나는 함께 수감된 정치범 발렌틴에게 자신이 보았던 여러 가지 영화 이야기를 자주 들려준다. 이 영화 이야기와 함께 두 사람의 관계는 점점 발전해 간다. 그리고 마침내 몰리나는 자신의 감정을 발렌틴에게 고백하나 얼마 후 몰리나의 가석방 소식이 전달된다. 발렌틴은 몰리나가 석방되기 전 그에게 자신의 동료에게 어떠한 메시지를 전달해 줄 것을 부탁했고, 몰리나는 이를 승낙했으나 접선에 실패한 채 발렌틴의 동료의 총에 맞아 죽는다.